# Harold Carmichael
Pro Football Hall of Fame 2020
(en) Statistiques sur pro-football-reference
Lee Harold Carmichael, né le 22 septembre 1949 à Jacksonville en Floride, est un joueur américain de football américain qui a évolué au poste de wide receiver pendant 14 saisons dans la National Football League (NFL).
Il a joué pour les franchises des Eagles de Philadelphie (1971-1983), les Jets de New York (1984) et les Cowboys de Dallas (1984).
Avec ses 2,03 m, il est le plus grand wide receiver de l'histoire de la NFL.

## Biographie

### Carrière universitaire
Étudiant à la Southern University, il joue avec les Jaguars de Southern (en).

### Carrière professionnelle
Carmichael est sélectionné en 161e choix global lors du 7e tour de la draft 1971 de la NFL (en) par la franchise des Eagles de Philadelphie lors de l.
En 1971, il joue au poste de tight end. Carmichael participe à son premier match dans la NFL le 19 septembre 1971 contre les Bengals de Cincinnati (défaite 37 à 14). Il capte 2 passes pour 46 yards. Lors de sa saison rookie, il joue 9 matchs dont 6 en tant que titularisé et effectue 20 réceptions pour un gain cumulé de 288 yards sans touchdown.
La saison suivante, Carmichael joue en tant que wide receiver, poste qu'il occupait avec Southern. En 1973, son rendement explose avec l'arrivée du nouvel entraîneur principal Mike McCormack (en). En effet, juste avant le début de la saison, le wide receiver Harold Jackson (en) est envoyé aux Rams de Los Angeles, avec Tony Baker et plusieurs choix de draft dans un échange contre le quarterback Roman Gabriel (en). L'échange permet à Carmichael d'obtenir le rôle de wide receiver titulaire. Ce dernier réussit 67 réceptions pour un gain total de 1 116 yards et 9 touchdowns. Ce rendement lui permet d'être sélectionné pour la première fois de sa carrière au Pro Bowl.

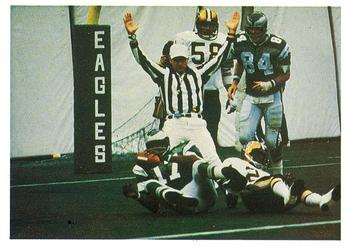
Carmichael inscrivant un touchdown contre les Saints de La Nouvelle-Orléans en 1977.

Pendant les trois saisons qui suivent, sa production dégringole en l'absence d'un bon quarterback. En 1977,, le quarterback Ron Jaworski (en) est acquis en provenance des Rams de Los Angeles en échange du tight end Charle Young. Avec Jaworski, Carmichael devient le meilleur receveur les Eagles avec 45 réceptions pour un gain total de 665 yards et 7 touchdowns.
Il est sélectionné au Pro Bowl de 1978 à 1980, Lors de la saison 1979, il bat le record du plus grand nombre de matchs consécutifs (127) avec au moins une réception. Le record est battu plus tard par Jerry Rice (274 matchs consécutifs).
En 1980, il remporte le Walter Payton Man of the Year Award, décerné à un joueur qui excelle au football américain et qui s'implique dans une œuvre caritative en dehors du terrain.
Le 6 septembre 1984, Carmichael est engagé par les Cowboys de Dallas mais ne joue que deux matchs n'effectuant qu'une réception avant d'être libéré par la franchise et d'annoncer sa retraite.
Le 15 janvier 2020, il est intronisé au Pro Football Hall of Fame.